# Menesida yoshikawai
Menesida yoshikawai är en skalbaggsart som beskrevs av Stefan von Breuning och Chûjô 1968. Menesida yoshikawai ingår i släktet Menesida och familjen långhorningar. Inga underarter finns listade i Catalogue of Life.